# De Tijd (Oranje Vrijstaat)
De Tijd (voluit: De Tijd. Staatkundig Nieuws- en Advertentieblad voor den Oranje-Vrijstaat) was de eerste (volledig) Nederlandstalige krant in de Oranje Vrijstaat. De krant werd voor het eerst uitgegeven in 1862 en heeft tot 1875 bestaan.

## Geschiedenis
Gedurende het gehele bestaan van de Oranje Vrijstaat was The Friend of the Free State de belangrijkste krant. Deze krant was gedeeltelijk Engels en gedeeltelijk Nederlands, en stond qua politieke signatuur bekend als pro-Brits. Er zijn herhaaldelijke pogingen gedaan om een Nederlandse krant in de republiek op te richten, maar deze pogingen faalden.
Het lukte J.M.L. Heyligers dan eindelijk wel. Op 29 oktober 1862 werd de eerste editie van De Tijd in Bloemfontein uitgegeven. Het was een klein nieuwsblad met slechts vier pagina's. Hoewel het formaat een jaar later ietwat vergroot is, is het aantal pagina's altijd hetzelfde gebleven. Aanvankelijk werd de krant vrijwel volledig door Hendrik Antonie Lodewijk Hamelberg geschreven.
De krant had een patriotische signatuur, waardoor de krant wel eens de woede op z'n hals haalde van de Britse bevolking in de Vrijstaat.
Gedurende haar bestaan heeft de krant drie uitgevers gehad. Tot 1965 werd de krant uitgegeven door Jan Willem Spruyt, daarna tot 1972 door Jean François van Iddekinge en in de laatste jaren door W.C. Peeters Sr.
Hoewel de krant vrijwel volledig in het Nederlands was geschreven, verschenen zo nu en dan ook stukken in het Afrikaans.
De laatst uitgave van De Tijd verscheen op 28 januari 1875. In maart 1875 verscheen het nieuwe "The Express and Orange Free State Advertiser" (De Express en Oranjevrijstaatsch advertentieblad) als tegenhanger van The Friend of the Free State.